# Канонерка (Татарстан)
Канонерка — деревня в Мензелинском районе Татарстана. Входит в состав Коноваловского сельского поселения.

## География
Находится в восточной части Татарстана на расстоянии приблизительно 10 км на запад-юго-запад по прямой от районного центра города Мензелинск у реки Мензеля.

## История
Основана в XVIII веке.

## Население
Постоянных жителей было: в 1870—135, в 1884—194, в 1906—378, в 1913—413, в 1920—534, в 1926—480, в 1944—433, в 1949—303, в 1958—211, в 1970—143, в 1979 — 85, в 1989 — 46, в 2002 — 31 (русские 94 %), 34 в 2010.